# Chloridolum aureodorsalis
Chloridolum aureodorsalis là một loài bọ cánh cứng trong họ Cerambycidae.